# Justhis
Justhis (kor. 저스디스), właśc. Heo Seung (kor. 허승), ur. 7 maja 1991 r. – południowokoreański raper. Debiutował w 2015 r. singlem 노원 (No One). Od 15 września 2022 r. związany z wytwórnią muzyczną GROOVL1N.